# Агбалака, Соломон
Соломон Чинонсо Агбалака (англ. Solomon Chinonso Agbalaka; род. 9 ноября 2003, Нигерия) — нигерийский футболист, защитник клуба «Сочи», выступающий на правах аренды за «Иберия 1999».

## Клубная карьера
Агбалака — воспитанник клубов «Брод Сити» и МФМ. В 2022 году он дебютировал в чемпионате Нигерии в составе МФМ. Летом 2023 года Агбалака перешёл в российский «Сочи». 16 сентября в матче против московского «Спартака» он дебютировал в РПЛ.
В феврале 2024 года Агбалака был выкуплен «Сочи» и отдан в аренду в грузинский клуб «Иберия 1999». 10 марта в матче против «Самтредиа» он дебютировал в чемпионате Грузии. 

## Карьера в сборной
В 2023 году в составе молодёжной сборной Нигерии Агбалка принял участие в молодёжном Кубке Африки в Египте. На турнире он сыграл в матчах против команд Сенегала, Египта, Мозамбика, Уганды, Гамбии и Туниса. В поединке против египтян забил гол.
В том же году Агбалка принял участие в молодёжном чемпионате мира в Аргентине. На турнире он сыграл в матчах против команд Доминиканской Республики, Италии, Бразилии, Аргентины и Южной Кореи.